# Vikersundbakken
Vikersundbakken est un tremplin de vol à ski situé à Vikersund.
Le tremplin de Vikersundbakken fut construit en 1936 et transformé à plusieurs reprises. En 1966 Bjørn Wirkola y a établi le record du monde à 146 mètres. Après la transformation à l'occasion de la coupe du monde en 2000, le record du tremplin est de 219 mètres, effectué par l'autrichien Roland Müller, égalé par Harri Olli en 2009.
Il a accuelli quatre fois les Championnats du monde de vol à ski. À l'automne 2006, Vikersundbakken est devenu le premier tremplin de saut à ski au monde à être équipé d'un système d'éclairage permanent.
Le tremplin a de nouveau été transformé pour la coupe du monde de 2011 pour atteindre une « taille » de 225 mètres. L'actuel record du tremplin a été établi par l'Autrichien Stefan Kraft avec un bond à 253,5 mètres lors de l'épreuve par équipes disputée le 18 février 2017.

## Autres tremplins
Sur le site on trouve également d'autres tremplins plus petits : K105 (HS117, inauguré par Mari Backe après sa reconstruction en 2008), K65, K45, K25, K15 et K10. Les tremplins K25 et K15 sont équipés de revêtement de plastique, pour la pratique estivale du saut à ski.

## Records de saut à ski masculin à Vikersundbakken
| Année | Nom                 | Nationalité     | Longueur |
| ----- | ------------------- | --------------- | -------- |
| 1936  | Hilmar Myhra        | Norvège         | 85       |
| 1946  | Arnholdt Kongsgård  | Norvège         | 87,5     |
| 1948  | Arnholdt Kongsgård  | Norvège         | 88,5     |
| 1951  | Arne Hoel           | Norvège         | 98       |
| 1957  | Arne Hoel           | Norvège         | 100,5    |
| 1958  | Asbjørn Osnes       | Norvège         | 108,5    |
| 1960  | Paavo Lukkariniemi  | Finlande        | 116,5    |
| 1966  | Bjørn Wirkola       | Norvège         | 145      |
| 1966  | Bjørn Wirkola       | Norvège         | 146      |
| 1967  | Reinhold Bachler    | Autriche        | 154      |
| 1977  | František Novák     | Tchécoslovaquie | 157      |
| 1986  | Piotr Fijas         | Pologne         | 163      |
| 1990  | Matti Nykänen       | Finlande        | 171      |
| 1993  | Espen Bredesen      | Norvège         | 185      |
| 1995  | Takanobu Okabe      | Japon           | 194      |
| 1998  | Takanobu Okabe      | Japon           | 194      |
| 2000  | Andreas Goldberger  | Autriche        | 207      |
| 2004  | Martin Koch         | Autriche        | 209      |
| 2004  | Roland Müller       | Autriche        | 211      |
| 2004  | Olav Magne Dønnem   | Norvège         | 214      |
| 2004  | Roland Müller       | Autriche        | 219      |
| 2009  | Harri Olli          | Finlande        | 219      |
| 2011  | Johan Remen Evensen | Norvège         | 243      |
| 2011  | Johan Remen Evensen | Norvège         | 246,5    |
| 2015  | Peter Prevc         | Slovénie        | 250      |
| 2015  | Anders Fannemel     | Norvège         | 251,5    |
| 2017  | Robert Johansson    | Norvège         | 252      |
| 2017  | Stefan Kraft        | Autriche        | 253,5    |

## Record de saut à ski féminin à Vikersundbakken
| Année | Nom                      | Nationalité | Longueur |
| ----- | ------------------------ | ----------- | -------- |
| 2004  | Anette Sagen (officieux) | Norvège     | 174,5    |
| 2023  | Ema Klinec (officiel)    | Slovénie    | 226,0    |